# Antoniadi (cráter marciano)
Antoniadi es un gigantesco cráter de impacto del planeta Marte en el corazón de la característica de albedo Syrtis Major. El cráter está situado al oeste del cráter Baldet, al este de Schöner y al sureste de Flammarion, a 21.5° norte y 299.2º oeste. El impacto causó un boquete de 394 kilómetros de diámetro. El nombre fue aprobado en 1973 por la Unión Astronómica Internacional, en honor al astrónomo francés Eugène Michel Antoniadi (1870-1944).

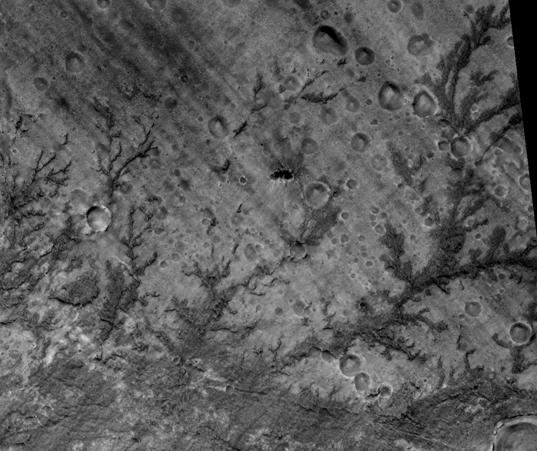
Canales en Antoniadi